# Dlouhá Loučka (Olomouc)
Dlouhá Loučka (in tedesco Langendorf) è un comune della Repubblica Ceca facente parte del distretto di Olomouc, nella regione di Olomouc.